# Luigi Amara
Luigi Amara (Ciudad de México, 6 de enero de 1971) es un escritor mexicano especializado en poesía, traducción, ensayo y otros géneros literarios.

## Biografía

### Formación académica
Es licenciado en filosofía por la Universidad Nacional Autónoma de México.

### Carrera
Como editor, fue fundador y jefe de redacción de la revista Paréntesis. También ha colaborado y es jefe de redacción de la revista musical Pauta. Cuadernos de teoría y crítica musical. En 2005 fue director editorial de Tumbona Ediciones, la cual fundó junto a Vivian Abenshushan. Ha colaborado con La Jornada Semanal, Fahrenheit, La Tempestad, Confabulario y Letras Libres.
Fue miembro del Sistema Nacional de Creadores (SNC) de 2005 a 2008, y a partir de 2010.

## Premios
- 1994 - Primer lugar en la Primera Bienal Metropolitana de Poesía. UAM Xochimilco.
- 1996 - Medalla Gabino Barreda.
- 1996 - Primer lugar del Certamen de Poesía Manuel Acuña.
- 1997. - Premio Norman Sverdlin por la mejor tesis en Filosofía.
- 1998 - Premio Nacional de Poesía Joven Elías Nandino.
- 2006 - Premio Hispanoamericano de Poesía para Niños por Las aventuras de Max y su ojo submarino.[3]
- 2010 - Segundo lugar en el Certamen Internacional de Literatura Letras del Bicentenario Sor Juan Inés de la Cruz en el género de Ensayo, por Los disidentes del universo.[4]
- 2014 - Premio Internacional Manuel Acuña de Poesía en Lengua Española, por Nu(n)ca.[5]

## Obra
| Año  | Título | Editorial | Género              |
| ---- | --- | --- | ------------------- |
| 1998 | El cazador de grietas | Tierra Adentro | Poesía              |
| 1999 | El decir y la mancha | Universidad Autónoma Metropolitana-X | Poesía              |
| 2002 | El manantial latente (Varios autores)                                                                                                 | CONACULTA | Poesía              |
| 2003 | Envés | Filodecaballos | Poesía              |
| 2003 | Árbol de variada luz : antología de poesía mexicana actual. 1992-2002 (Varios autores)                                                | Universidad de Colima | Poesía              |
| 2003 | Pasmo | Consejo Nacional para la Cultura y las Artes / Trilce Ediciones                                                                                | Poesía              |
| 2006 | Sombras sueltas | Universidad Nacional Autónoma de México / Ediciones del Equilibrista                                                                           | Ensayo              |
| 2007 | La luz que va dando nombre : veinte años de la poesía última en México 1965-1985 (Varios autores)                                     | Secretaría de Cultura de Puebla | Poesía              |
| 2010 | A pie | Almadía | Poesía              |
| 2011 | Los disidentes del universo | Consejo Editorial de la Administración Pública Estatal / Secretaría de Educación del Estado de México / Biblioteca Mexiquense del Bicentenario | Ensayo              |
| 2012 | La escuela del aburrimiento | Sexto Piso | Ensayo              |
| 2012 | Cuaderno flotante | Aldus | Novela              |
| 2013 | Escribir poesía en México II | Universidad Autónoma de Nuevo León / Bonobos                                                                                                   | Poesía              |
| 2013 | El peatón inmóvil | Universidad de Guadalajara / Arlequín (Bajo tantos párpados)                                                                                   | Ensayo              |
| 2014 | Historia descabellada de la peluca | Anagrama | Ensayo              |
| 2014 | Antología general de la poesía mexicana : poesía del México actual, de la segunda mitad del siglo XX a nuestros días (Varios autores) | Océano (Intemporales) | Poesía              |
| 2015 | Nu)n(ca | Sexto Piso | Poesía              |
| 2015 | Una caja adentro de una caja adentro de una caja                                                                                      | Impronta Casa Editora | Ensayo              |
| 2015 | Se acabó el centenario: lecturas críticas en torno a Ocavio Paz (Varios autores)                                                      | Universidad de las Américas Puebla | Crítica             |
| 2016 | Libreros : crónica de la compraventa de libros en la Ciudad de México (Varios autores)                                                | Ediciones Acapulco / Secretaría de Cultura | Crítica             |
| 2018 | Tiembla | Almadía | Narrativa / Crónica |
| 2018 | Breve historia del ya merito (Varios autores)                                                                                         | Sexto Piso | Ensayo              |
| 2018 | El quinto elemento/Dobleces | Sexto Piso | Ensayo              |
| 2018 | El Paraíso de las ratas (con ilustraciones de Trino)                                                                                  | Sexto Piso | Narrativa infantil  |